# الوعد (مسلسل)
الوعد (بالإنجليزية: The Promise)‏ مسلسل تلفزيوني بريطاني قصير يتكون من أربع حلقات ألفه وأخرجه بيتر كوزمنسكي. المسلسل يحكي قصة فتاة شابة تذهب في يومنا الحاضر إلى إسرائيل/فلسطين عاقدة العزم على معرفة المزيد عن ماضي جدها وملاحقة مذكراته إبان فترة مشاركته كجندي في السنوات الأخيرة من الانتداب البريطاني على فلسطين. جرى العرض الأول للمسلسل على القناة الرابعة البريطانية في السادس من فبراير 2011.

## الممثلين
- كلير فوي بدور إرين ماثيوز
- كريستيان كوك بدور الرقيب ليونارد ماثيوز
- ايتاي تيران بدور بول ماير
- كاترينا شوتلر بدور بدور كلارا روزنباوم
- ايفن كاتافيلد بدور زيفورا
- هاز سليمان بدور عمر حبش
- علي سليمان بدور أبو حسن محمد
- بيرديتا ويكس بدور إليزا ماير
- بين مايلز بدور ماكس ماير
- سمادر ولفمان بدور ليا ماير
- هولي أيرد بدور كريس ماثيوز
- هيام عباس بدور جودة العجوز
- لوكاس غراغرويزش بدور الكابتن ريتشارد راونتري
- لوقا ألن غيل بدور العريف جاكي كلوف
- إيان ماكي بدور الرقيب هيو روبنز
- بول أندرسون بدور الرقيب فرانك ناش
- ماكس ديكون بدور أليك هيمان
- پيپ تورنس بدور الميجور جون آربثنوت

## المواضيع المصورة في المسلسل
- التحرير البريطاني لمعسكر الاعتقال بيرغن بيلسن
- تفجير فندق الملك داود
- قرى عين حوض وعين حوض حيفا
- قضية العريفين - اختطاف وقتل الجنديين البريطانيين في فلسطين
- الصراع العربي الإسرائيلي في الخليل
- مذبحة دير ياسين
- معركة حيفا (1948)
- النكبة
- الصراع بين غزة وإسرئيل
- هدم المنازل في الصراع الإسرائيلي الفلسطيني

## روابط خارجية
- الوعد على موقع IMDb (الإنجليزية)
- الوعد على موقع ليتربوكسد (الإنجليزية)
- الوعد على موقع كينوبويسك (الروسية)
- الوعد على موقع ألو سيني (الفرنسية)
- الوعد على موقع قاعدة بيانات الفيلم (الإنجليزية)